# Q船

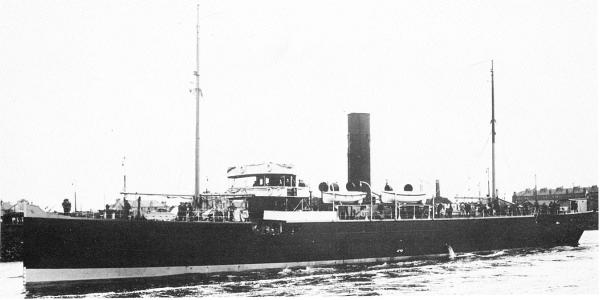
英国在一战期间的Q船红荆号

Q船（英語：Q-ship）也被称为Q艇、诱饵船、特种服务船、谜船或U艇陷阱（德語：U-Boot-Falle），是一种重型武装商船，装备有隐蔽的艦炮，设计用于引诱U艇进行水面攻击。它给敌人一种手无寸铁的假象，有时甚至佯装为中立的商船，从而获得开火击沉潜艇的机会。Q船的运用导致了交战方德國放弃限制攻击非武装商船的巡洋交战规则，并在20世纪转向无限制潜艇战。Q船得名于爱尔兰港口城市皇后镇的首字母，第一次世界大战期间的许多Q船均是由此處出港進行巡弋。